# Рочестер (переписна місцевість, Вермонт)
Рочестер (англ. Rochester) — переписна місцевість (CDP) в США, в окрузі Віндзор штату Вермонт. Населення — 321 особа (2020).

## Географія
Рочестер розташований за координатами 43°52′13″ пн. ш. 72°48′13″ зх. д. / 43.87028° пн. ш. 72.80361° зх. д. (43.870387, -72.803593).  За даними Бюро перепису населення США в 2010 році переписна місцевість мала площу 1,67 км², з яких 1,64 км² — суходіл та 0,03 км² — водойми.

## Демографія
Згідно з переписом 2010 року, у переписній місцевості мешкало 299 осіб у 148 домогосподарствах у складі 72 родин. Густота населення становила 179 осіб/км².  Було 184 помешкання (110/км²).
Расовий склад населення:
| - 98,7 % — білих - 0,7 % — азіатів |

До двох чи більше рас належало 0,7 %. Частка іспаномовних становила 2,3 % від усіх жителів.
За віковим діапазоном населення розподілялося таким чином: 21,7 % — особи молодші 18 років, 56,6 % — особи у віці 18—64 років, 21,7 % — особи у віці 65 років та старші. Медіана віку мешканця становила 48,5 року. На 100 осіб жіночої статі у переписній місцевості припадало 86,9 чоловіків;  на 100 жінок у віці від 18 років та старших — 81,4 чоловіків також старших 18 років.
Середній дохід на одне домашнє господарство  становив 42 813 долари США (медіана — 25 288), а середній дохід на одну сім'ю — 67 420 доларів (медіана — 43 333). За межею бідності перебувало 16,6 % осіб, у тому числі 1,7 % дітей у віці до 18 років та 33,0 % осіб у віці 65 років та старших.
Цивільне працевлаштоване населення становило 144 особи. Основні галузі зайнятості: освіта, охорона здоров'я та соціальна допомога — 27,8 %, роздрібна торгівля — 18,8 %, виробництво — 11,8 %, мистецтво, розваги та відпочинок — 11,1 %.